# Silvério Jarbas Paulo de Albuquerque

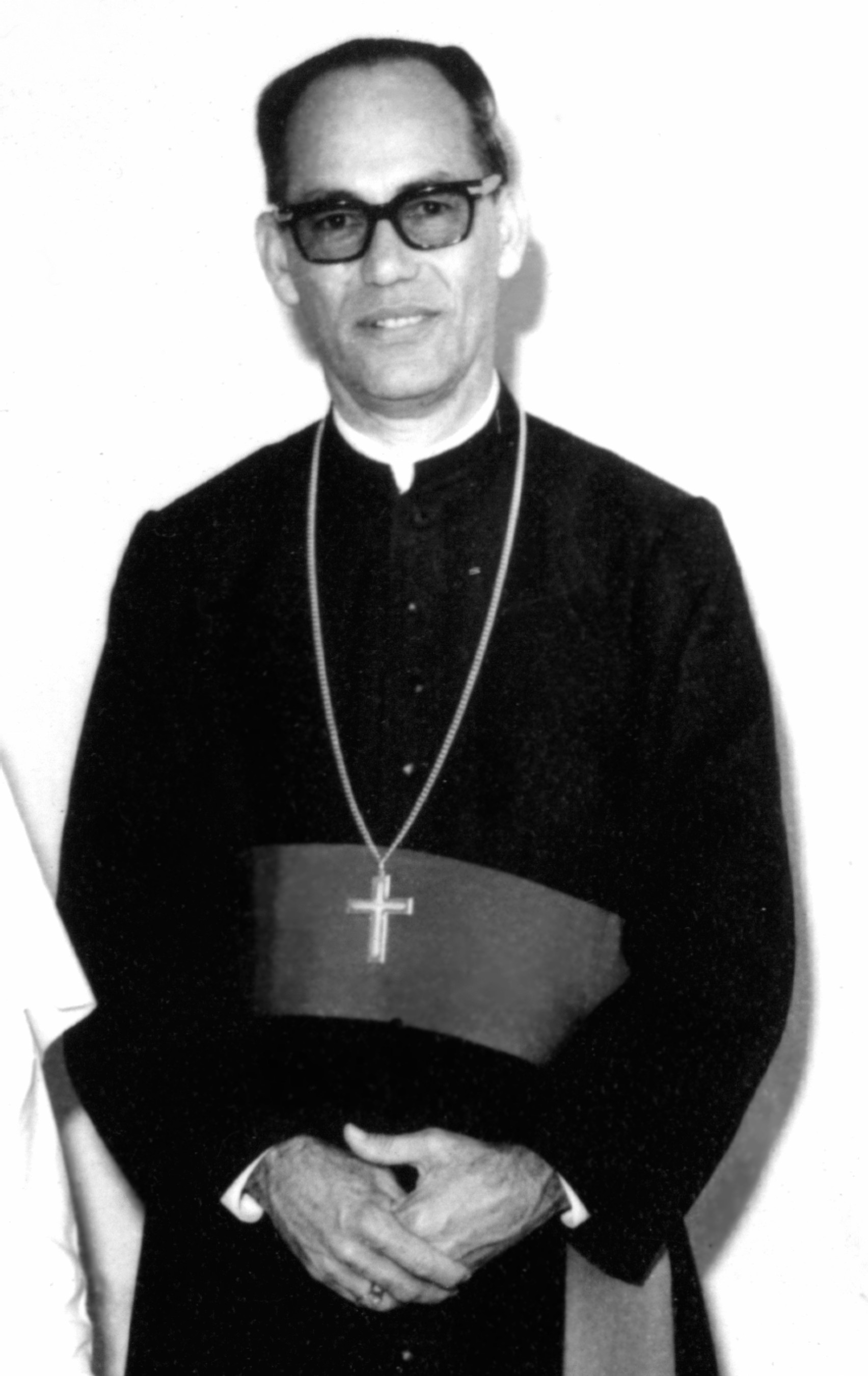
Silvério Jarbas Paulo de Albuquerque OFM

Silvério Jarbas Paulo de Albuquerque OFM (* 11. März 1917 in Olinda, Brasilien; † 28. Mai 2013 in Feira de Santana) war ein brasilianischer römisch-katholischer Ordensgeistlicher und Bischof von Feira de Santana.

## Leben
Silvério Jarbas Paulo de Albuquerque studierte Katholische Theologie und Philosophie im Seminar der Maristen in Recife. 1933 ging er nach Deutschland, um sein Studium abzuschließen. 1937 trat der Ordensgemeinschaft der Franziskaner bei und empfing am 30. Mai 1942 die Priesterweihe. Im gleichen Jahr wurde zum Direktor des franziskanischen Priesterseminars in Ipuarama, Campina Grande. Von 1964 bis 1970 war er Superior des franziskanischen Konventes in Salvador.
Papst Paul VI. ernannte ihn am 17. März 1970 zum Bischof von Caetité. Der Erzbischof von São Salvador da Bahia Eugênio Kardinal de Araújo Sales spendete ihm am 10. Mai 1970 die Bischofsweihe; Mitkonsekratoren waren Adriano Mandarino Hypólito OFM, Bischof von Nova Iguaçu und Anselmo Pietrulla OFM, Bischof von Tubarão.
Er wurde am 18. Januar 1973 durch Paul VI. zum Bischof von Feira de Santana ernannt. Am 22. Februar 1995 nahm Papst Johannes Paul II. seinen altersbedingten Rücktritt an.
Carlos Kruschewsky veröffentlichte 2008 eine Biografie über Don Silvério: O Campo Arado por Jarbas.